# Jamón, jamón
Jamón, jamón es una película española dirigida por Bigas Luna y estrenada en 1992. Fue protagonizada por Stefania Sandrelli, Anna Galiena, Penélope Cruz, Jordi Mollà, Javier Bardem y Juan Diego.

## Argumento
José Luis (Jordi Mollà) es el hijo de un acaudalado matrimonio propietario de una fábrica de ropa interior masculina donde trabaja Silvia (Penélope Cruz), su novia. Cuando esta se queda embarazada, José Luis promete casarse con ella, contrariando la decisión de sus padres. La madre de José Luis (Stefania Sandrelli), no considerando a Silvia lo suficientemente buena para casarse con su hijo, decide contratar a un joven aspirante a torero, Raúl (Javier Bardem), para que seduzca a la joven. Todo empezará a complicarse cuando Raúl se enamora de Silvia y esta descubre que todo fue planeado por la madre de su novio.

## Actores principales
- Penélope Cruz como Silvia
- Javier Bardem como Raúl
- Jordi Mollà como José Luis
- Stefania Sandrelli como Conchita, madre de José Luis
- Anna Galiena como Carmen, madre de Silvia
- Juan Diego como Manuel, padre de José Luis
- Tomás Martín como José Gabrieles, amigo de Raúl
- Armando del Río como amigo de José Luis

## Rodaje
La producción cinematográfica se rodó en el desierto de los Monegros, situado entre las provincias de Zaragoza y Huesca.

## Recepción
La producción cinematográfica catapultó a la fama al director Bigas Luna. Adicionalmente la película tuvo un notable éxito internacional y también lanzó a la fama a dos de los actores españoles más populares en todo el mundo, Penélope Cruz y Javier Bardem.

## Premios y nominaciones

### Medallas del Círculo de Escritores Cinematográficos de 1992[3]
| Categoría   | Persona       | Resultado |
| ----------- | ------------- | --------- |
| Mejor actor | Javier Bardem | Ganador   |

### VII Edición de los Premios Goya
| Categoría            | Persona                    | Resultado |
| -------------------- | -------------------------- | --------- |
| Mejor Película       | Mejor Película             | Nominada  |
| Mejor Director       | Bigas Luna                 | Nominado  |
| Mejor Actriz         | Penélope Cruz              | Nominada  |
| Mejor Actor          | Javier Bardem              | Nominado  |
| Mejor Guion Original | Cuca Canals Bigas Luna     | Nominado  |
| Mejor Fotografía     | José Luis Alcaine          | Nominado  |
| Mejor Sonido         | Miguel Rejas Ricard Casals | Nominado  |

- León de Plata a la mejor Dirección en el Festival de Venecia a Bigas Luna[4]